# The Postal Service
The Postal Service est un groupe indépendant composé du chanteur de Death Cab For Cutie, Benjamin Gibbard, et du producteur Jimmy Tamborello. Le duo n'a qu'un album, Give Up, paru en 2003.

## Origines
Benjamin Gibbard est le chanteur de Death Cab For Cutie depuis les années 1990. Jimmy Tamborello est de son côté un artiste de musique électronique connu notamment sous le pseudonyme Dntel.
Le projet The Postal Service est né à la suite de la collaboration de Gibbard à un morceau de Dntel intitulé « (This Is) The Dream of Evan and Chan », sur l'album Life Is Full of Possibilities. Gibbard et Tamborello décidèrent de poursuivre leur collaboration, créant The Postal Service. Tamborello composait des pistes audio, envoyant dès décembre 2001 les enregistrements par courrier postal à Gibbard, localisé à l'autre bout des États-Unis. C'est ainsi que le nom "The Postal Service" fut choisi.

## Premier album
Give Up est paru le 18 février 2003, et a été suivi d'une tournée, nonobstant le fait que les deux artistes poursuivaient leur travail respectif avec leurs projets principaux. Le disque, unique album de The Postal Service à ce jour, est devenu l'album le plus populaire du label Sub Pop depuis Bleach de Nirvana. En plus de Ben Gibbard au chant, on retrouve sur Give Up les voix invitées de Jenny Lewis (chanteuse du groupe Rilo Kiley) et de Jen Wood. L'album fut produit par le guitariste de Death Cab For Cutie, Chris Walla, qui joue également de la guitare et du piano sur certains morceaux.
La première pièce du disque, Such Great Heights, pour laquelle un vidéo-clip a été réalisé, a été reprise par Iron & Wine, puis par Ben Folds ainsi que par Streetlight Manifesto.

## Deuxième album
En juin 2006, il fut révélé que The Postal Service avait commencé à plancher sur un second album. Cependant, rien n'a encore vu le jour. Jimmy Tamborello disait en février 2007 avoir six pièces pour un éventuel successeur à Give Up.
Entre-temps, en plus de commettre plusieurs remixes, The Postal Service a repris Grow Old With Me, une chanson de John Lennon, pour l'album Instant Karma: The Amnesty International Campaign to Save Darfur.

## Controverse entourant le nom du projet
En 2004, le Service postal des États-Unis a fait parvenir au groupe un ordre dit cease and desist, leur demandant de cesser d'utiliser leur marque de commerce. Après négociations entre les deux parties, le United States Postal Service autorisa The Postal Service à utiliser ce nom, en échange d'effort promotionnel du groupe en faveur du USPS, et d'un concert à leur convention, le 17 novembre 2004. De plus, l'album Give Up était vendu sur le site web du Service postal.

## Discographie

### Album
- Give Up (Sub Pop, 18 février 2003).

### Maxis
- Such Great Heights, (EP, 21 janvier 2003).
- The District Sleeps Alone Tonight, (EP, 8 juillet 2003).
- We Will Become Silhouettes, (EP, 8 février 2005).

### Autres enregistrements
- Sur Ego Tripping at the Gates of Hell par The Flaming Lips (2003)
  - "Do You Realize?? (The Postal Service Remix)" – 4:00.
- Sur la bande originale du film "Wicker Park", Wicker Park: Soundtrack Album (2004)
  - "Against All Odds" – 3:50 (reprise d'une pièce de Phil Collins).
- New Resolution (single) par Azure Ray, (2004)
  - "New Resolution (TPS Mix)" - 3:02.
- Verve Remixed, Vol. 3 (album compilation d'artistes variés, 2005)
  - "Little Girl Blue (Postal Service Mix)" – 5:20.
- Be Still My Heart (Nobody Remix) - Single, (2005)
  - "Be Still My Heart (Nobody Remix)" – 3:53.
- Make Some Noise EP disponible en MP3 dans le cadre du projet Make Some Noise, Amnesty International, (2005)
  - "Grow Old With Me" – 2:35 (reprise d'une chanson de John Lennon).
- Open Season par Feist, (2006)
  - "Mushaboom (Postal Service Remix)" – 3:37.
- I'm Free (Remixes) EP par The Rolling Stones, (2006)
  - "I'm Free (Postal Service Remix)" - 2:27.
- Instant Karma: The Amnesty International Campaign to Save Darfur (2007)
  - "Grow Old With Me" – 2:35 (reprise d'une chanson de John Lennon).

## Vidéographie
- "The District Sleeps Alone Tonight", (2003).
- "Such Great Heights", (2004).
- "Against All Odds", (2004).
- "We Will Become Silhouettes", (2005).
- "The District Sleeps Alone Tonight", (2006).